# 猿越峠
猿越峠（さるごえとうげ）は、岩手県二戸市と同県九戸郡軽米町の境にある峠。標高301m。

## 概要
折爪岳の北に位置し、国道395号が経由している。
現在は改修されているが、藩政時代の旧峠は盛岡藩と八戸藩の藩境であり、八戸街道が通り、海岸部と内陸を結ぶ交易の道として重要であったが、屈曲も多く難所として知られていた。

## 参考資料
- 「角川日本地名大辞典」編纂委員会『角川日本地名大辞典 3 岩手県』角川書店、1985年3月8日。ISBN 4-04-001030-2。
- （有）平凡社地方資料センター『日本歴史地名大系 第3巻 岩手県の地名』平凡社、1990年7月13日。ISBN 4-582-91022-X。